# Boloria e-nigrum
Boloria e-nigrum är en fjärilsart som beskrevs av Foltin 1938. Boloria e-nigrum ingår i släktet Boloria och familjen praktfjärilar. Inga underarter finns listade i Catalogue of Life.